# Гросс, Альфонс
Альфонс Гросс (нем. Alfons Gross; 29 июля 1916, Нункирхен, Вадерн, Германская империя — 4 марта 1989, Изерлон, ФРГ) — гауптшарфюрер СС, начальник службы труда в концлагере Маутхаузен.

## Биография
Альфонс Гросс родился 29 июля 1916 года в семье шахтёра. С 6 до 14 лет посещал народную школу и после ее окончания с 1 сентября 1930 по 1 апреля 1934 года учился на пекаря, сдав экзамен на подмастерья. 
1 апреля 1933 года вступил в Гитлерюгенд. Гросс записался в рейхсвер и 1 октября 1934 года был призван в 21-й пехотный полк в Кобурге, где служил до 10 октября 1935 года. 1 апреля 1936 года присоединился к штандарту СС «Эльба», который был дислоцирован в Лихтенбург. В 1937 году вместе со своим подразделением прибыл в Франкенберг. В 1938 году был переведён штандарт СС «Бранденбург» в Ораниенбурге. Впоследствии участвовал в аншлюсе Австрии.
В начале 1939 года был переведён в концлагерь Маутхаузен, где отвечал за поставку продуктов на кухню СС. В июле 1940 года был переведён в комендатуру лагеря Гузен и стал начальником подлагеря, расположенном в одном из карьеров. В конце 1940 года проходил короткий курс подготовки в концлагере Бухенвальд и после его окончания получил звание шарфюрера СС. Летом 1941 года заболел тифом и долгое время лечился в лазарете СС в Гузене. В октябре 1941 года стал начальником трудовой службы в Гузене. В это время Гросс участвовал в так называемых акциях «мертвых ванн»: группы заключенных насильно подвергались воздействию ледяной воды в течение длительного периода времени, пока они не теряли сознание или не умирали.
3 января 1943 года был переведён в концлагерь Герцогенбуш, где также был начальником службы труда. В ходе расследования дисциплинарного дела против коменданта Карла Хмилевски и других служащих лагеря Гросс был арестован и доставлен в Ораниенбург, где находился под арестом до главного разбирательства в суде СС в Берлине. На суде, состоявшемся в середине 1944 года в Берлине, Хмилевски был приговорен к большому тюремному сроку за нанесение ущерба репутации войск, а также за жестокое обращение с заключенными, однако Гросс был оправдан. В конце 1944 года он был переведён в филиал концлагеря Гросс-Розен Ландесхут. 
После окончания войны попал в британский плен, где оставался до 1947 года. Гросс был направлен в Германию в качестве второго водителя вспомогательных сил (GSO), сформированных из бывших немецких солдат. В 1947 году он жил в Хемере, где дислоцировалась его часть. После освобождения из плена устроился на работу продавцом в компанию по производству мужской верхней одежды в Изерлоне. Когда через некоторое время эта компания прекратил свою деятельность, Гросс стал продавцом на швейной фабрике Schmidt & Co в Дальбрухе около Зигена, где получил вторую квартиру. В этой фирме работал до своего ареста 4 ноября 1964 года на основании ордера окружного суда Изерлона. До 7 мая 1965 года и вновь с 6 января 1966 года находился в следственном изоляторе. 29 октября 1968 года земельным судом Хагена за пособничество в убийстве был приговорён к 6 годам заключения в тюрьме строгого режима. 7 февраля 1973 года был освобождён условно-досрочно. Умер в 1989 году в Изерлоне.